# Verri (famiglia)
I Verri (una variante di Cremona è scritta Echeverri) sono un gruppo di cognomi provenienti dell'Italia settentrionale. Uno dei rami divenne una famiglia illustre originaria della bassa Brianza e stabilitasi poi a Milano.

Stemma Verri

## Storia
Se ne hanno notizie fin dai primi anni del XII secolo anche se solo con Martino, vivo nel 1321, si possono far risalire origini certe. Il trasferimento a Milano dei primi membri della famiglia, sembra possa essere datato intorno alla prima metà del Trecento, anche se le proprietà fondiarie rimasero localizzate in provincia. Nel XVI secolo le proprietà erano sparse tra i territori di Biassono, Macherio, Vedano, Lissone e Sovico.
Nel Seicento, grazie al lascito Benaviati Confalonieri, entrarono a far parte dei beni di famiglia, numerosi terreni nella zona di Doresano e Pieve di Rosate. Nel 1695 Giovanni Pietro, vicario di provvisione, acquistò per sé e per i discendenti maschi primogeniti, il titolo di Conte del feudo di Lucino con San Pedrino. Nello stesso anno nacque il suo primogenito Gabriele che fu uno dei membri importanti della famiglia. Egli divenne vicario di provvisione, questore, avvocato fiscale e senatore; ebbe importanti incarichi diplomatici e fu nominato reggente nel Consiglio d'Italia a Vienna. Da lui e dal fratello Antonio il patrimonio immobiliare fu incrementato con nuovi possedimenti a Biassono e con l'acquisto del palazzo di città in via Monte Napoleone a Milano. Grazie all'eredità di Antonio Rusca acquisirono i terreni di Ornago.
Noti esponenti della cultura del loro tempo furono i figli di Gabriele: il primogenito Pietro (1728-1797) economista e letterato, Alessandro (1741-1816) letterato, Carlo (1743-1823) prefetto e senatore del Regno d’Italia e Giovanni (1745-1818) che fu il cicisbeo di Giulia Beccaria, madre di Alessandro Manzoni, da cui la diceria che ne fosse stato il padre naturale. 
Ultimo figlio di Pietro fu Gabriele che sposò la contessa Giustina Borromeo Arese, da cui ebbe Carolina, che, a sua volta, sposò Alessandro Sormani Andreani, primogenito della sua famiglia.
Il loro figlio Pietro Sormani Andreani, alla morte della madre, volle aggiungere il cognome Verri al proprio.

### Esponenti dei Verri
- Giovanni Giacomo (1620-1652), ricevette l'eredità di Antonio Benaviati Confalonieri
- Giovanni Pietro (1652-1743), nel 1695 acquistò il titolo di Conte del Feudo di Lucino con San Pedrino
- Gabriele (1695-1782), vicario di Provvisione, questore, avvocato fiscale e Senatore, ebbe importanti incarichi diplomatici e nel 1753 fu nominato reggente nel Consiglio d'Italia a Vienna
- Pietro Antonio (1706-1784), canonico, decano e primicerio nel Capitolo della Chiesa Metropolitana di Milano
- Pietro Antonio (1728-1798), filosofo, economista, storico e scrittore italiano; considerato tra i massimi esponenti dell'illuminismo italiano, fondatore della scuola illuministica milanese
- Alessandro (1741-1816), scrittore e letterato italiano
- Carlo (1743-1823), prefetto italiano, che ricoprì anche la carica di senatore del Regno d'Italia
- Giovanni (1745-1818), intellettuale italiano, cavaliere del Sovrano Militare Ordine di Malta e probabile padre naturale di Alessandro Manzoni

## Albero genealogico
Famiglia Verri dei conti di Lucino con San Pedrino
|                            |                                                    |                                                    |                                               |                                                |                                                             |                                                             |                                                           |                                                           |                                                 |                                                                                    |                                                                                    |                                                         |                                                     |                                                     |                                               |                                               |                                                                                     |                                                                                     |                                                         |                                                         |                             |                                                          |                                                          |
|                            |                                                    |                                                    |                                               |                                                |                                                             |                                                             |                                                           |                                                           |                                                 |                                                                                    | VERRI                                                                              |                                                         |                                                     |                                                     |                                               |                                               |                                                                                     |                                                                                     |                                                         |                                                         |                             |                                                          |                                                          |
|                            |                                                    |                                                    |                                               |                                                |                                                             |                                                             |                                                           |                                                           |                                                 |                                                                                    |                                                                                    |                                                         |                                                     |                                                     |                                               |                                               |                                                                                     |                                                                                     |                                                         |                                                         |                             |                                                          |                                                          |
|                            |                                                    |                                                    |                                               |                                                |                                                             |                                                             |                                                           |                                                           |                                                 |                                                                                    |                                                                                    |                                                         |                                                     |                                                     |                                               |                                               |                                                                                     |                                                                                     |                                                         |                                                         |                             |                                                          |                                                          |
|                            |                                                    |                                                    |                                               |                                                |                                                             |                                                             |                                                           |                                                           |                                                 | Beltrame                                                                           | Beltrame                                                                           | Martino fl. 1321                                        | Martino fl. 1321                                    |                                                     |                                               |                                               |                                                                                     |                                                                                     |                                                         |                                                         |                             |                                                          |                                                          |
|                            |                                                    |                                                    |                                               |                                                |                                                             |                                                             |                                                           |                                                           |                                                 |                                                                                    |                                                                                    |                                                         |                                                     |                                                     |                                               |                                               |                                                                                     |                                                                                     |                                                         |                                                         |                             |                                                          |                                                          |
|                            |                                                    |                                                    |                                               |                                                |                                                             |                                                             |                                                           |                                                           |                                                 |                                                                                    |                                                                                    |                                                         |                                                     |                                                     |                                               |                                               |                                                                                     |                                                                                     |                                                         |                                                         |                             |                                                          |                                                          |
|                            |                                                    |                                                    |                                               |                                                |                                                             |                                                             |                                                           |                                                           |                                                 |                                                                                    |                                                                                    | Giovannolo fl. 1321                                     |                                                     |                                                     |                                               |                                               |                                                                                     |                                                                                     |                                                         |                                                         |                             |                                                          |                                                          |
|                            |                                                    |                                                    |                                               |                                                |                                                             |                                                             |                                                           |                                                           |                                                 |                                                                                    |                                                                                    |                                                         |                                                     |                                                     |                                               |                                               |                                                                                     |                                                                                     |                                                         |                                                         |                             |                                                          |                                                          |
|                            |                                                    |                                                    |                                               |                                                |                                                             |                                                             |                                                           |                                                           |                                                 |                                                                                    |                                                                                    |                                                         |                                                     |                                                     |                                               |                                               |                                                                                     |                                                                                     |                                                         |                                                         |                             |                                                          |                                                          |
|                            |                                                    |                                                    |                                               |                                                |                                                             |                                                             |                                                           |                                                           |                                                 |                                                                                    |                                                                                    | Pietro                                                  |                                                     |                                                     |                                               |                                               |                                                                                     |                                                                                     |                                                         |                                                         |                             |                                                          |                                                          |
|                            |                                                    |                                                    |                                               |                                                |                                                             |                                                             |                                                           |                                                           |                                                 |                                                                                    |                                                                                    |                                                         |                                                     |                                                     |                                               |                                               |                                                                                     |                                                                                     |                                                         |                                                         |                             |                                                          |                                                          |
|                            |                                                    |                                                    |                                               |                                                |                                                             |                                                             |                                                           |                                                           |                                                 |                                                                                    |                                                                                    |                                                         |                                                     |                                                     |                                               |                                               |                                                                                     |                                                                                     |                                                         |                                                         |                             |                                                          |                                                          |
|                            |                                                    |                                                    |                                               |                                                |                                                             |                                                             |                                                           |                                                           |                                                 |                                                                                    |                                                                                    | Giovannolo                                              |                                                     |                                                     |                                               |                                               |                                                                                     |                                                                                     |                                                         |                                                         |                             |                                                          |                                                          |
|                            |                                                    |                                                    |                                               |                                                |                                                             |                                                             |                                                           |                                                           |                                                 |                                                                                    |                                                                                    |                                                         |                                                     |                                                     |                                               |                                               |                                                                                     |                                                                                     |                                                         |                                                         |                             |                                                          |                                                          |
|                            |                                                    |                                                    |                                               |                                                |                                                             |                                                             |                                                           |                                                           |                                                 |                                                                                    |                                                                                    |                                                         |                                                     |                                                     |                                               |                                               |                                                                                     |                                                                                     |                                                         |                                                         |                             |                                                          |                                                          |
|                            |                                                    |                                                    |                                               |                                                |                                                             |                                                             |                                                           |                                                           |                                                 |                                                                                    |                                                                                    | GIACOMO sp. Elena Starlatti                             |                                                     |                                                     |                                               |                                               |                                                                                     |                                                                                     |                                                         |                                                         |                             |                                                          |                                                          |
|                            |                                                    |                                                    |                                               |                                                |                                                             |                                                             |                                                           |                                                           |                                                 |                                                                                    |                                                                                    |                                                         |                                                     |                                                     |                                               |                                               |                                                                                     |                                                                                     |                                                         |                                                         |                             |                                                          |                                                          |
|                            |                                                    |                                                    |                                               |                                                |                                                             |                                                             |                                                           |                                                           |                                                 |                                                                                    |                                                                                    |                                                         |                                                     |                                                     |                                               |                                               |                                                                                     |                                                                                     |                                                         |                                                         |                             |                                                          |                                                          |
|                            |                                                    |                                                    |                                               |                                                |                                                             |                                                             |                                                           |                                                           |                                                 | Giovanni Maria -1505                                                               | Giovanni Maria -1505                                                               | GABRIELE -circa 1528                                    | GABRIELE -circa 1528                                | Gerolamo                                            | Gerolamo                                      |                                               |                                                                                     |                                                                                     |                                                         |                                                         |                             |                                                          |                                                          |
|                            |                                                    |                                                    |                                               |                                                |                                                             |                                                             |                                                           |                                                           |                                                 |                                                                                    |                                                                                    |                                                         |                                                     |                                                     |                                               |                                               |                                                                                     |                                                                                     |                                                         |                                                         |                             |                                                          |                                                          |
|                            |                                                    |                                                    |                                               |                                                |                                                             |                                                             |                                                           |                                                           |                                                 |                                                                                    |                                                                                    |                                                         |                                                     |                                                     |                                               |                                               |                                                                                     |                                                                                     |                                                         |                                                         |                             |                                                          |                                                          |
|                            |                                                    |                                                    |                                               |                                                |                                                             |                                                             |                                                           |                                                           |                                                 | Benedetto fl. 1565                                                                 | Benedetto fl. 1565                                                                 | PIETRO ANTONIO fl. 1573 sp. Lavinia Maldura             | PIETRO ANTONIO fl. 1573 sp. Lavinia Maldura         | Alessandro fl. 1565                                 | Alessandro fl. 1565                           |                                               |                                                                                     |                                                                                     |                                                         |                                                         |                             |                                                          |                                                          |
|                            |                                                    |                                                    |                                               |                                                |                                                             |                                                             |                                                           |                                                           |                                                 |                                                                                    |                                                                                    |                                                         |                                                     |                                                     |                                               |                                               |                                                                                     |                                                                                     |                                                         |                                                         |                             |                                                          |                                                          |
|                            |                                                    |                                                    |                                               |                                                |                                                             |                                                             |                                                           |                                                           |                                                 |                                                                                    |                                                                                    |                                                         |                                                     |                                                     |                                               |                                               |                                                                                     |                                                                                     |                                                         |                                                         |                             |                                                          |                                                          |
|                            |                                                    |                                                    |                                               |                                                |                                                             |                                                             | Lucrezia Cornelia 1538 sp. Giovanni Antonio Borri         | Lucrezia Cornelia 1538 sp. Giovanni Antonio Borri         | Camillo 1542                                    | Camillo 1542                                                                       | GABRIELE 1541-1613 sp. Costanza Benaviati Confalonieri                             | GABRIELE 1541-1613 sp. Costanza Benaviati Confalonieri  | Alessandro 1543-circa 1598 sp. Giacoma di Menspergh | Alessandro 1543-circa 1598 sp. Giacoma di Menspergh | Giuseppe Annibale                             | Giuseppe Annibale                             | Virginia 1537 sp. Anselmo Tinto                                                     | Virginia 1537 sp. Anselmo Tinto                                                     |                                                         |                                                         |                             |                                                          |                                                          |
|                            |                                                    |                                                    |                                               |                                                |                                                             |                                                             |                                                           |                                                           |                                                 |                                                                                    |                                                                                    |                                                         |                                                     |                                                     |                                               |                                               |                                                                                     |                                                                                     |                                                         |                                                         |                             |                                                          |                                                          |
|                            |                                                    |                                                    |                                               |                                                |                                                             |                                                             |                                                           |                                                           |                                                 |                                                                                    |                                                                                    |                                                         |                                                     |                                                     |                                               |                                               |                                                                                     |                                                                                     |                                                         |                                                         |                             |                                                          |                                                          |
|                            |                                                    |                                                    |                                               |                                                |                                                             |                                                             |                                                           |                                                           |                                                 |                                                                                    | PIETRO ANTONIO 1579-1661 sp. 1603 Isabella Pagani sp. 1637 Costanza Dolcebona      |                                                         |                                                     |                                                     |                                               |                                               |                                                                                     |                                                                                     |                                                         |                                                         |                             |                                                          |                                                          |
|                            |                                                    |                                                    |                                               |                                                |                                                             |                                                             |                                                           |                                                           |                                                 |                                                                                    |                                                                                    |                                                         |                                                     |                                                     |                                               |                                               |                                                                                     |                                                                                     |                                                         |                                                         |                             |                                                          |                                                          |
|                            |                                                    |                                                    |                                               |                                                |                                                             |                                                             |                                                           |                                                           |                                                 |                                                                                    |                                                                                    |                                                         |                                                     |                                                     |                                               |                                               |                                                                                     |                                                                                     |                                                         |                                                         |                             |                                                          |                                                          |
| Lavinia Caterina 1603-1612 | Lavinia Caterina 1603-1612                         | Antonia Gerolama 1606-1635                         | Antonia Gerolama 1606-1635                    | Giovanni Giacomo 1620-1652                     | Giovanni Giacomo 1620-1652                                  | Innocenzo Fermo 1612-1613                                   | Innocenzo Fermo 1612-1613                                 | Giovanni Ambrogio 1615                                    | Giovanni Ambrogio 1615                          | GABRIELE 1608-1671 sp. Olivia Dal Pozzo                                            | GABRIELE 1608-1671 sp. Olivia Dal Pozzo                                            | Olimpia Francesca 1604-1611                             | Olimpia Francesca 1604-1611                         | Costanza Ludovica 1607-1636                         | Costanza Ludovica 1607-1636                   | Giovanni Ambrogio 1610-1612                   | Giovanni Ambrogio 1610-1612                                                         | Ottavia 1614                                                                        | Ottavia 1614                                            | Francesca Olimpia 1618-1665                             | Francesca Olimpia 1618-1665 | Francesca Lavinia 1622-1629                              | Francesca Lavinia 1622-1629                              |
|                            |                                                    |                                                    |                                               |                                                |                                                             |                                                             |                                                           |                                                           |                                                 |                                                                                    |                                                                                    |                                                         |                                                     |                                                     |                                               |                                               |                                                                                     |                                                                                     |                                                         |                                                         |                             |                                                          |                                                          |
|                            |                                                    |                                                    |                                               |                                                |                                                             |                                                             |                                                           |                                                           |                                                 |                                                                                    |                                                                                    |                                                         |                                                     |                                                     |                                               |                                               |                                                                                     |                                                                                     |                                                         |                                                         |                             |                                                          |                                                          |
| Isabella 1642-1730         | Isabella 1642-1730                                 | Costanza 1644                                      | Costanza 1644                                 | Gerolamo Niccolò 1648                          | Gerolamo Niccolò 1648                                       | Isabella Margherita 1659-1669                               | Isabella Margherita 1659-1669                             | Maria Colomba 1654                                        | Maria Colomba 1654                              | GIOVANNI PIETRO 1652-1743 sp. 26.4.1693 Antonia Orrigoni                           | GIOVANNI PIETRO 1652-1743 sp. 26.4.1693 Antonia Orrigoni                           | Caterina Olimpia 1643-1678                              | Caterina Olimpia 1643-1678                          | Ferrante Girolamo 1648-1725                         | Ferrante Girolamo 1648-1725                   | Anna Teresa 1649 sp. 1714 Gio. Antonio Arbona | Anna Teresa 1649 sp. 1714 Gio. Antonio Arbona                                       | Domenico Antonio 1653-1729                                                          | Domenico Antonio 1653-1729                              | Giovanni Giacomo 1655                                   | Giovanni Giacomo 1655       |                                                          |                                                          |
|                            |                                                    |                                                    |                                               |                                                |                                                             |                                                             |                                                           |                                                           |                                                 |                                                                                    |                                                                                    |                                                         |                                                     |                                                     |                                               |                                               |                                                                                     |                                                                                     |                                                         |                                                         |                             |                                                          |                                                          |
|                            |                                                    |                                                    |                                               |                                                |                                                             |                                                             |                                                           |                                                           |                                                 |                                                                                    |                                                                                    |                                                         |                                                     |                                                     |                                               |                                               |                                                                                     |                                                                                     |                                                         |                                                         |                             |                                                          |                                                          |
|                            |                                                    |                                                    |                                               |                                                |                                                             |                                                             | Teresa Oliva 1694-1760 suora (S. Agostino in Porta Nuova) | Teresa Oliva 1694-1760 suora (S. Agostino in Porta Nuova) | Anna Maria 1698-1727 sp. Girolamo Parravicino   | Anna Maria 1698-1727 sp. Girolamo Parravicino                                      | GABRIELE 1695-1782 sp. 1728 Barbara Dati della Somaglia                            | GABRIELE 1695-1782 sp. 1728 Barbara Dati della Somaglia | Pietro Antonio 1706-1784                            | Pietro Antonio 1706-1784                            |                                               |                                               |                                                                                     |                                                                                     |                                                         |                                                         |                             |                                                          |                                                          |
|                            |                                                    |                                                    |                                               |                                                |                                                             |                                                             |                                                           |                                                           |                                                 |                                                                                    |                                                                                    |                                                         |                                                     |                                                     |                                               |                                               |                                                                                     |                                                                                     |                                                         |                                                         |                             |                                                          |                                                          |
|                            |                                                    |                                                    |                                               |                                                |                                                             |                                                             |                                                           |                                                           |                                                 |                                                                                    |                                                                                    |                                                         |                                                     |                                                     |                                               |                                               |                                                                                     |                                                                                     |                                                         |                                                         |                             |                                                          |                                                          |
| Fulvia Maria 1729-1730     | Fulvia Maria 1729-1730                             | Maria Antonia 1731-1733                            | Maria Antonia 1731-1733                       | Teresa Maria 1733-1761 sp. Ottavio Castiglioni | Teresa Maria 1733-1761 sp. Ottavio Castiglioni              | Francesca Maria 1736-1766 sp. 1758 Auricleto Vimercati      | Francesca Maria 1736-1766 sp. 1758 Auricleto Vimercati    | Carlo 1743-1823                                           | Carlo 1743-1823                                 | PIETRO ANTONIO 1728-1798 sp. 1776 Maria Castiglioni sp. 1782 Vincenza Melzi d’Eril | PIETRO ANTONIO 1728-1798 sp. 1776 Maria Castiglioni sp. 1782 Vincenza Melzi d’Eril | Anna Clara 1732-1781 suora (Angeliche di S. Paolo)      | Anna Clara 1732-1781 suora (Angeliche di S. Paolo)  | Francesca Maria 1734                                | Francesca Maria 1734                          | Giuseppe Maria 1738-1748                      | Giuseppe Maria 1738-1748                                                            | Alessandro 1741-1816                                                                | Alessandro 1741-1816                                    | Giovanni Verri 1745-1818                                | Giovanni Verri 1745-1818    | Girolama Antonia 1740 suora (S. Agostino in Porta Nuova) | Girolama Antonia 1740 suora (S. Agostino in Porta Nuova) |
|                            |                                                    |                                                    |                                               |                                                |                                                             |                                                             |                                                           |                                                           |                                                 |                                                                                    |                                                                                    |                                                         |                                                     |                                                     |                                               |                                               |                                                                                     |                                                                                     |                                                         |                                                         |                             |                                                          |                                                          |
|                            |                                                    |                                                    |                                               |                                                |                                                             |                                                             |                                                           |                                                           |                                                 |                                                                                    |                                                                                    |                                                         |                                                     |                                                     |                                               |                                               |                                                                                     |                                                                                     |                                                         |                                                         |                             |                                                          |                                                          |
|                            | Maria Teresa 1777-1859 sp. 1795 Giuseppe Gamberana | Maria Teresa 1777-1859 sp. 1795 Giuseppe Gamberana | Anna Maria 1784-1857 sp. 1802 Benedetto Sordi | Anna Maria 1784-1857 sp. 1802 Benedetto Sordi  | Ippolita 1788-1830 sp. 1809 Alessandro Besozzi              | Ippolita 1788-1830 sp. 1809 Alessandro Besozzi              | Barbara 1791-1825 sp. 1811 Gian Pietro Porro              | Barbara 1791-1825 sp. 1811 Gian Pietro Porro              | Luigia 1794-1835 sp. 1819 Giuseppe Confalonieri | Luigia 1794-1835 sp. 1819 Giuseppe Confalonieri                                    | Alessandro 1778-1779                                                               | Alessandro 1778-1779                                    | Costanza Paolina 1787 ritardata                     | Costanza Paolina 1787 ritardata                     | Maria Antonia 1789-1853 sp. 1811 Nicolò Leoni | Maria Antonia 1789-1853 sp. 1811 Nicolò Leoni | Fulvia 1793-1871 sp. 1815 Carlo principe di Pietrasanta sp. 1825 Giuseppe Jacopetti | Fulvia 1793-1871 sp. 1815 Carlo principe di Pietrasanta sp. 1825 Giuseppe Jacopetti | Gabriele 1796-1866 sp. 1818 Giustina Borromeo Arese     | Gabriele 1796-1866 sp. 1818 Giustina Borromeo Arese     |                             |                                                          |                                                          |
|                            |                                                    |                                                    |                                               |                                                |                                                             |                                                             |                                                           |                                                           |                                                 |                                                                                    |                                                                                    |                                                         |                                                     |                                                     |                                               |                                               |                                                                                     |                                                                                     |                                                         |                                                         |                             |                                                          |                                                          |
|                            |                                                    |                                                    |                                               |                                                |                                                             |                                                             |                                                           |                                                           |                                                 |                                                                                    |                                                                                    |                                                         |                                                     |                                                     |                                               |                                               |                                                                                     |                                                                                     |                                                         |                                                         |                             |                                                          |                                                          |
|                            |                                                    |                                                    |                                               |                                                | Paolina Besozzi 1812-1867 sp. 1833 Girolamo Sommi Picenardi | Paolina Besozzi 1812-1867 sp. 1833 Girolamo Sommi Picenardi |                                                           |                                                           |                                                 |                                                                                    |                                                                                    |                                                         |                                                     |                                                     |                                               |                                               |                                                                                     |                                                                                     | Carolina 1820-1902 sp. 1838 Alessandro Sormani Andreani | Carolina 1820-1902 sp. 1838 Alessandro Sormani Andreani |                             |                                                          |                                                          |
|                            |                                                    |                                                    |                                               |                                                |                                                             |                                                             |                                                           |                                                           |                                                 |                                                                                    |                                                                                    |                                                         |                                                     |                                                     |                                               |                                               |                                                                                     |                                                                                     |                                                         |                                                         |                             |                                                          |                                                          |
|                            |                                                    |                                                    |                                               |                                                |                                                             |                                                             |                                                           |                                                           |                                                 |                                                                                    |                                                                                    |                                                         |                                                     |                                                     |                                               |                                               |                                                                                     |                                                                                     |                                                         |                                                         |                             |                                                          |                                                          |
|                            |                                                    | Luigi 1834-1871                                    | Luigi 1834-1871                               | Guido 1839-1914 sp. Giulia Manna Roncadelli    | Guido 1839-1914 sp. Giulia Manna Roncadelli                 | Gherardo 1841-1904 sp. 1877 A. M. Lurani Ceruschi           | Gherardo 1841-1904 sp. 1877 A. M. Lurani Ceruschi         | Laura 1836-1899 sp. Girolamo Avagardo                     | Laura 1836-1899 sp. Girolamo Avagardo           |                                                                                    |                                                                                    |                                                         |                                                     |                                                     |                                               |                                               |                                                                                     |                                                                                     | Pietro Sormani Andreani Verri                           | Pietro Sormani Andreani Verri                           |                             |                                                          |                                                          |
|                            |                                                    |                                                    |                                               |                                                |                                                             |                                                             |                                                           |                                                           |                                                 |                                                                                    |                                                                                    |                                                         |                                                     |                                                     |                                               |                                               |                                                                                     |                                                                                     |                                                         |                                                         |                             |                                                          |                                                          |
|                            |                                                    |                                                    |                                               |                                                |                                                             |                                                             |                                                           |                                                           |                                                 |                                                                                    |                                                                                    |                                                         |                                                     |                                                     |                                               |                                               |                                                                                     |                                                                                     |                                                         |                                                         |                             |                                                          |                                                          |
|                            |                                                    |                                                    |                                               |                                                |                                                             |                                                             |                                                           |                                                           |                                                 |                                                                                    |                                                                                    |                                                         |                                                     |                                                     |                                               |                                               |                                                                                     |                                                                                     | · Sormani Andreani Verri                                |                                                         |                             |                                                          |                                                          |

## Fonti
- Fondo Sormani Giussani Andreani Verri (sec. XIV - sec. XX), Archivio di Stato di Milano. indice online[collegamento interrotto] Fondo composto da innumerevoli materiali originali dell'archivio delle famiglie: Sormani, Giussani, Andreani e Verri.
- Fondazione Mattioli, Milano.